# Pygmalion (pel·lícula)
Pygmalion és una pel·lícula britànica dirigida per Anthony Asquith i Leslie Howard i protagonitzada per Leslie Howard i Wendy Hiller. Estrenada el 1938, és l'adaptació del cèlebre Pygmalion de George Bernard Shaw.

## Argument
El professor Henry Higgins, mentre que estudia de lluny les maneres d'una pobra venedora ambulant de Piccadilly Circus, aposta amb un col·lega que pot, en un temps i a títol d'experiència, corregir completament l'aspecte i el llenguatge d'aquesta noia, per fer-ne una dona de l'alta societat.

## Repartiment
- Leslie Howard: Pr. Henry Higgins
- Wendy Hiller: Eliza Doolittle
- Wilfrid Lawson: Alfred Doolittle
- Casa Lohr: la Sra. Higgins
- Scott Sunderland: Coronel George Pickering
- Jean Cadell: la Sra. Pearce
- David Tree: Freddy Eynsford-Hill
- Everley Gregg: la Sra. Eynsford-Hill
- Leueen MacGrath: Clara Eynsford Hill
- Esme Percy: Comte Aristid Karpathy
- Irene Brown: La duquessa
- Cathleen Nesbitt: La vella senyora
- Moyna MacGill: Una espectadora (no surt als crèdits)
- Anthony Quayle: El perruquer de Eliza (no surt als crèdits)

## Premis i nominacions
La pel·lícula va guanyar l'Oscar al millor guió adaptat del 1939 i va ser nominada també a la millor pel·lícula, al millor actor (Howard) i a la millor actriu (Hiller).